# Prevalje, Lukovica
Prevalje este o localitate din comuna Lukovica, Slovenia, cu o populație de 57 de locuitori.